# Eduardo Kingman
Eduardo Kingman (3 février 1913 - 27 novembre 1997) est un peintre et graveur équatorien considéré comme l'un des plus grands artistes équatoriens du XXe siècle, se hissant au rang d'Oswaldo Guayasamin, Enrique Tábara, Felix Arauz (en), Juan Villafuerte (en) et Anibal Villacis (en).[réf. nécessaire]

## Biographie
Kingman étudie d'abord à l'école des Beaux Arts de Quito sous la direction de Victor Mideros (es). Des études plus poussées le mènent au Venezuela, au Pérou et en Bolivie et finalement à l'École des Beaux-Arts de San Francisco (1945-1946). Les Américains découvrent la peinture de Kingman en 1939, quand il assiste Camilo Egas (es) pour les peintures et décorations du pavillon équatorien à l'Exposition universelle de New York 1939-1940.
Pendant vingt ans, Eduardo Kingman est le professeur principal de l'École des Beaux-Arts de Quito en même temps que le directeur du musée colonial de Quito. Il fonde la galerie Caspery à Quito. À cette époque ses œuvres sont exposées dans de nombreuses capitales telles Paris, Washington, San Francisco, Mexico, Caracas, Bogota… Une exposition de ses œuvres lui rend honneur aux Nations unies à New York.[réf. nécessaire]

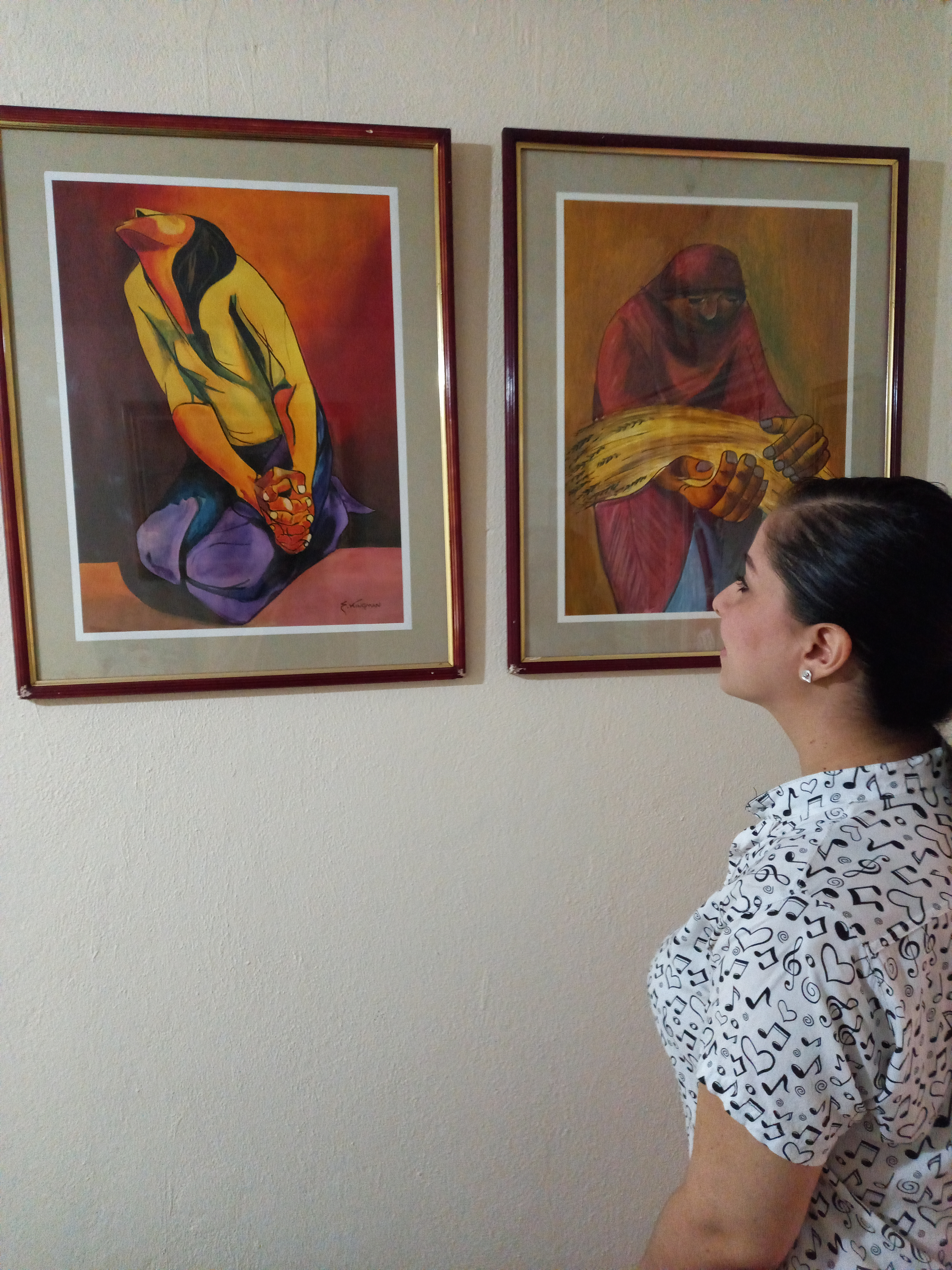
Peintures de Kingman lors d'une rétrospective en 2020.

La condition du peuple indien d'Équateur est le thème qui unit les peintures, les lithographies et les gravures sur bois de Kingman. La pauvreté et la souffrance sont brillamment capturées par l'expressivité des mains et des visages des modèles. Kingman fut aussi écrivain et acteur social. Sa large défense et son attachement aux opprimés fut la force vitale et inséparable de son œuvre.     